# Full Impact Pro
Full Impact Pro (FIP) é uma promoção independente de wrestling profissional estadunidense, tendo sua sede na Flórida. A FIP é "irmã" da Ring of Honor, promoção que administrou-a no seu início. Assim, os combates válidos pelo principal título da Full Impact Pro, o FIP World Heavyweight Championship, são mandados somente em shows da ROH.